# ليو بيليه
ليو بيليه هو لاعب كرة قدم برازيلي في مركز الدفاع، ولد في 6 مارس 1996 في ريو دي جانيرو في البرازيل. لعب مع نادي فلومينينسي.

## وصلات خارجية
- ليو بيليه على موقع قاعدة بيانات كرة القدم.إي يو (الإنجليزية)
- ليو بيليه على موقع Soccerway.com (الإنجليزية)